# Дискримінант
Дискриміна́нт, ви́ріжник (від лат. discriminar — «розбирати», «розрізняти») многочлена {\displaystyle p(x)=a_{0}+a_{1}x+...+a_{n}x^{n}} — за визначенням це добуток
{\displaystyle D(p)=a_{n}^{2n-2}\prod _{i<j}(\alpha _{i}-\alpha _{j})^{2}},
де {\displaystyle \alpha _{1},\alpha _{2},...,\alpha _{n}} - всі корені (з урахуванням кратностей) в деякому розширенні основного поля, в якому вони існують.

## Властивості
- Дискримінант рівний нулю т. і т. т., коли многочлен має кратні корені.
- Дискримінант є симетричним многочленом щодо коренів многочлена і тому є многочленом від його коефіцієнтів; ба більше, коефіцієнти цього многочлена цілі, тому не залежать від розширення, в якому беруться корені.
- {\displaystyle D(p)={\frac {(-1)^{n(n-1)/2}}{a_{n}}}R(p,p')}, де {\displaystyle R(p,p')} — результант многочлена {\displaystyle p(x)} і його похідної {\displaystyle p'(x)}.
  - Зокрема, дискримінант многочлена
{\displaystyle p(x)=x^{n}+a_{n-1}x^{n-1}+\ldots +a_{1}x+a_{0}}
рівний, з точністю до знаку, визначникові такої матриці:

| 1                 | {\displaystyle a_{n-1}}      | {\displaystyle a_{n-2}}      | .                            | .                            | .                     | {\displaystyle a_{0}}        | 0                            | .                            | . | .                     | 0                     |
| 0                 | 1                            | {\displaystyle a_{n-1}}      | {\displaystyle a_{n-2}}      | .                            | .                     | .                            | {\displaystyle a_{0}}        | 0                            | . | .                     | 0                     |
| 0                 | 0                            | 1                            | {\displaystyle a_{n-1}}      | {\displaystyle a_{n-2}}      | .                     | .                            | .                            | {\displaystyle a_{0}}        | 0 | .                     | 0                     |
| .                 | .                            | .                            | .                            | .                            | .                     | .                            | .                            | .                            | . | .                     | .                     |
| .                 | .                            | .                            | .                            | .                            | .                     | .                            | .                            | .                            | . | .                     | .                     |
| 0                 | 0                            | 0                            | 0                            | 0                            | 1                     | {\displaystyle a_{n-1}}      | {\displaystyle a_{n-2}}      | .                            | . | .                     | {\displaystyle a_{0}} |
| {\displaystyle n} | {\displaystyle (n-1)a_{n-1}} | {\displaystyle (n-2)a_{n-2}} | .                            | .                            | {\displaystyle a_{1}} | 0                            | 0                            | .                            | . | .                     | 0                     |
| 0                 | {\displaystyle n}            | {\displaystyle (n-1)a_{n-1}} | {\displaystyle (n-2)a_{n-2}} | .                            | .                     | {\displaystyle a_{1}}        | 0                            | 0                            | . | .                     | 0                     |
| 0                 | 0                            | {\displaystyle n}            | {\displaystyle (n-1)a_{n-1}} | {\displaystyle (n-2)a_{n-2}} | .                     | .                            | {\displaystyle a_{1}}        | 0                            | 0 | .                     | 0                     |
| .                 | .                            | .                            | .                            | .                            | .                     | .                            | .                            | .                            | . | .                     | .                     |
| .                 | .                            | .                            | .                            | .                            | .                     | .                            | .                            | .                            | . | .                     | .                     |
| 0                 | 0                            | 0                            | 0                            | 0                            | {\displaystyle n}     | {\displaystyle (n-1)a_{n-1}} | {\displaystyle (n-2)a_{n-2}} | .                            | . | {\displaystyle a_{1}} | 0                     |
| 0                 | 0                            | 0                            | 0                            | 0                            | 0                     | {\displaystyle n}            | {\displaystyle (n-1)a_{n-1}} | {\displaystyle (n-2)a_{n-2}} | . | .                     | {\displaystyle a_{1}} |

## Приклади
- Дискримінант квадратного тричлена {\displaystyle ax^{2}+bx+c} дорівнює {\displaystyle b^{2}-4ac};
- Дискримінант многочлена {\displaystyle a_{3}x^{3}+a_{2}x^{2}+a_{1}x+a_{0}} дорівнює

{\displaystyle 4a_{1}^{3}a_{3}-a_{1}^{2}a_{2}^{2}+4a_{0}a_{2}^{3}-18a_{0}a_{1}a_{2}a_{3}+27a_{0}^{2}a_{3}^{2}.}
- Зокрема, дискримінант многочлена {\displaystyle x^{3}+px+q} (корені якого обчислюється за формулою Кардано) дорівнює: {\displaystyle -27q^{2}-4p^{3}}.